# 小交响曲 (雅纳切克)
《小交响曲》（副标题「军事小交响曲」或「索科尔节」）为捷克之摩拉维亚作曲家莱奥什·雅纳切克晚期作品，为大型管弦乐团而作（其中25人为铜管乐手）。全曲气氛昂扬，具鲜明之民族色彩。

## 历史
此曲依作曲者所言是「为捷克斯洛伐克军队而谱」，雅纳切克并称此曲意在表现「当代自由的人，他精神上的美与欢愉，他的力量、勇气和为胜利而战的决心」。 此曲之肇始在于雅纳切克听闻一铜管乐队的演奏，得受激励谱写自作的鼓号曲。索科尔体育节之组织者找到作曲家并予以委任，其即将先前乐曲发展成此《小交响曲》。后来「军事」之词汇被雅纳切克弃用。此曲之首演在布拉格，时为1926年6月26日，于瓦茨拉夫·塔利赫执棒下演出。1927年此曲之乐谱出版，时之版本有二，一则为微缩版，一则为总谱。

## 分析

### 配器
此曲之配器要求如下带有扩大之铜管组的管弦乐团。
| 木管组 短笛，兼演奏第4支长笛 3支长笛 2支双簧管 英国管 E♭调单簧管 2支B♭调单簧管 低音单簧管 2支巴松管 铜管组 4支F调圆号 9支C调小号* 3支F调小号 2支低音小号 | 4支长号 2支小低音号（即「中音大号」）* 大号 打击乐组 定音鼓 銅鈸 管鐘 弦乐组 竖琴 第一、第二小提琴组 中提琴组 大提琴组 低音提琴组 |  |

*：9支C调小号、低音小号及中音大号仅在首末乐章得出现。

### 结构
《小交响曲》为雅纳切克之紧凑结构的典型代表，于中诸乐章之音乐皆源自开头的动机，虽脱胎于捷克之民间音乐而不落于流俗。 此曲以基于雅纳切克原先所谱的鼓号曲而作的数个变奏为特色。
作品分5乐章，各有描述性的标题：
1. 小快板—庄严的快板（鼓号曲）
2. 行板—小快板（布尔诺的城堡[5]）
3. 中板（布尔诺的王后修道院）
4. 小快板（通往城堡的街道）
5. 有动态的行板（布尔诺市政厅）

第一乐章仅配有铜管及打击乐器。第二乐章以管乐器奏出的快速固定音型为始，然其后则带有一段较之更抒情的插曲。第三乐章始于弦乐，声音宁静，而为坚定的长号所打断，导向另一迅捷而如舞曲的片段。第四乐章中雅纳切克以小号奏出喜庆的鼓号曲，庆祝新获解放的捷克斯洛伐克。终曲起在降E小调，以起首旋律之一沉静的逆行版本开始。然此开头旋而进入凯歌式的终曲，最开头之鼓号曲以弦乐及管乐流转的音型装饰。
相较传统的交响曲，此《小交响曲》的曲式自始即富有特色，毋宁称之为一套「组曲」。 如此编排使得全曲得以摆脱交响曲定式之束缚，可自由体现捷克民间音乐之特色。
全曲典型之演奏时长在20分钟至25分钟之间。

## 改编

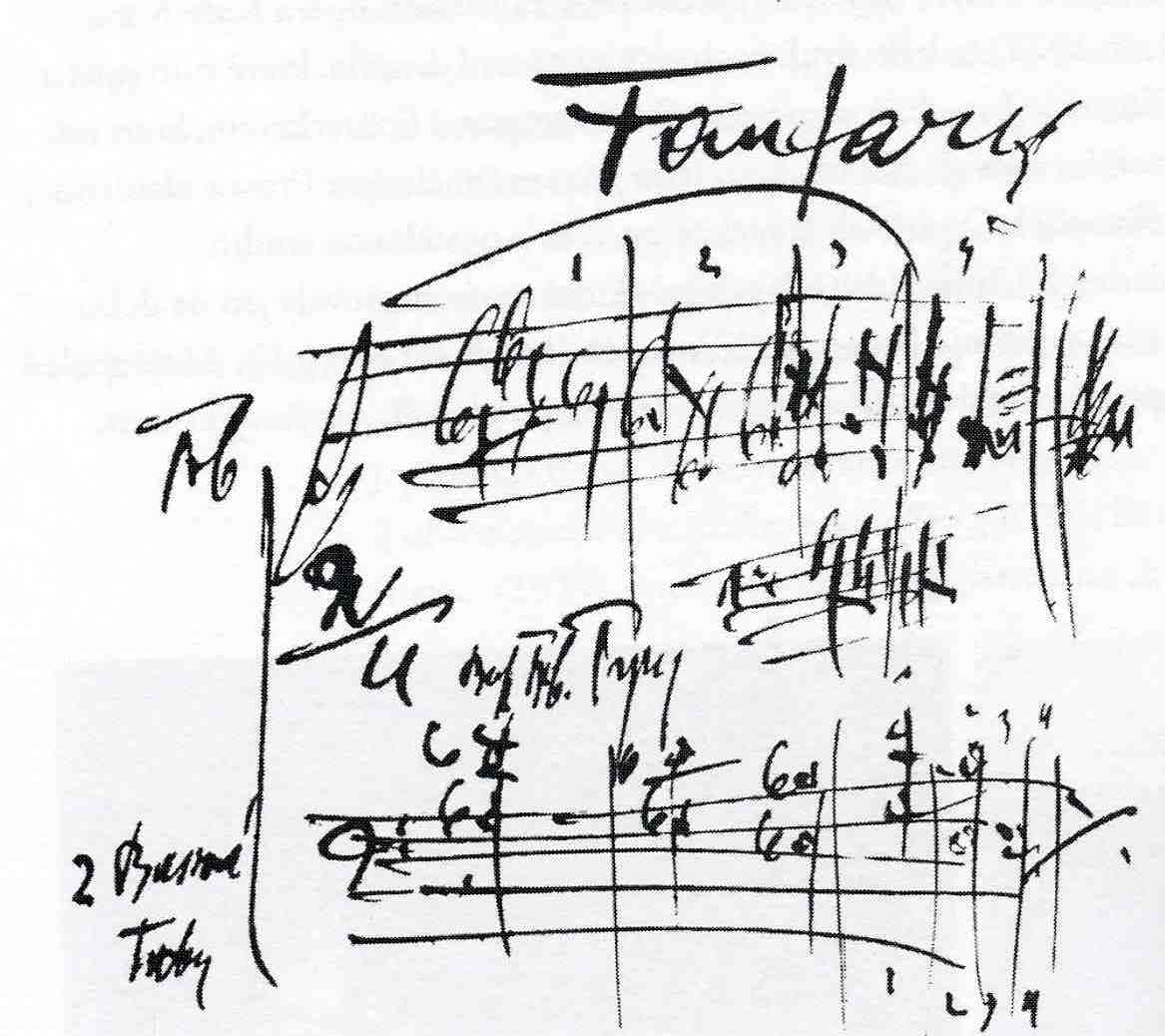
《小交响曲》中之鼓号曲，上为雅纳切克亲笔所作曲谱

此作由唐·帕特森（英語：Don Patterson）于1994年转为管乐合奏，梅林·帕特森（Merlin Patterson）于1996年亦作同类改编。后者之改编于编成次年于艾迪·格林（Eddie Green）指挥下由休斯顿大学管乐团录音演奏。 此作并为前卫摇滚乐队「愛默生、雷克與帕瑪」于其题为「刀锋」（Knife-Edge）之曲目中所用。

## 流行文化
如前所述，此《小交响曲》开头之一改编被前卫摇滚乐队「爱默生、雷克与帕玛」用于其出道专辑中的单曲《刀锋》中。
此作第四乐章之片段得用于英国格拉纳达电视台于1970年至1980年代播放之电视连续剧《皇室法院》（Crown Court）中， 然其完整乐章于任一集中皆不得听全。此片段出现在特定之开头，于中法庭记者彼得·惠勒（Peter Wheeler）以旁白身份或道出当集之场景或描绘之前剧集中既发之情节事件。
此曲之第三乐章，即中板（王后修道院），为艾玛·卡尔德（Emma Calder）动画电影《王后修道院》之灵感来源与影视原声。
村上春树小说《1Q84》以出租车车载音响播放《小交响曲》为开头。此曲其后于小说中出现数次，为连接二主角之一个常现的主题。小说之畅销使得《小交响曲》在日本的销量得获增加。